# ヨハン・ヘルマン・リー・フォグト
ヨハン・ヘルマン・リー・フォグト（Johan Herman Lie Vogt、1858年10月14日 - 1932年1月3日）は、ノルウェーの鉱物学者、地質学者である。

## 生涯
トロンハイムで生まれた。鉱物学を学び、オスロの鉱物研究所の所員となり、ストックホルム大学などで学んだ。1886年にクリスチャニア大学の鉱物学の教授となり、1886年にノルウェー工科大学 (Norges tekniske høgskole) が設立されると、鉱物学、地質学の教授となった。
ノルウェー、スウェーデン各地を調査し、著書に Norges ertsforekomster (1884-89)、Salten og Ranen (1890)、 Dunderlandsdalens jernmalmfelt (1895)、 De nordsvenske jernmalmforekomster (1897-98)、 Die Silikatschmelzlösungen (1903-04)、Die Lagerstätten der nutzbaren Mineralien und Gesteine (1909-11) などがある。
ベルリンの学術誌、応用地質学ジャーナル (Zeitschrift für praktische Geologie) の創刊に貢献した。
1932年にロンドン地質学会からウォラストン・メダルを受賞した。